# Parlami d'amore Mariù/Il siero di Strokomogoloff
Parlami d'amore Mariù/Il siero di Strokomogoloff è un singolo di Fred Buscaglione e i suoi Asternovas, pubblicato nel 1957 e inserito nel terzo album Le nuove canzoni di Fred Buscaglione.
Venne distribuito sia a 45 giri che a 78 giri.

## Tracce
Lato 1
1. Parlami d'amore Mariù - (testo: Neri - musica: Bixio)

Lato 2
1. Il siero di Strokomogoloff - (testo: Chiosso - musica: Buscaglione)